# Chrośla
Chrośla – wieś w Polsce położona w województwie mazowieckim, w powiecie mińskim, w gminie Dębe Wielkie.
Administracyjnie na terenie wsi utworzono dwa sołectwa: Chrośla Północ i Chrśla Poludnie.
Wieś szlachecka położona była w drugiej połowie XVI wieku w powiecie garwolińskim  ziemi czerskiej województwa mazowieckiego.
W latach 1954–1959 wieś należała i była siedzibą władz gromady Chrośla, po jej zniesieniu w gromadzie Dębe Wielkie. W latach 1975–1998 miejscowość administracyjnie należała do województwa siedleckiego. 
W 1827 r. było tu 16 domów i 131 mieszkańców. Wieś należała do gm. Glinianka, powiatu nowomińskiego, parafii Mińsk Mazowiecki. W nocy z 11 na 12 sierpnia 1943 pod Chroślą miała miejsce akcja dywersyjna Armii Ludowej, w jej wyniku spalono pociąg wojskowy.
Na terenie Chrośli znajduje się m.in. siedziba parafii parafii bł. Honorata Koźmińskiego, przystanek kolejowy Wrzosów oraz wiele prywatnych przedsiębiorstw i zakład przemysłowy Dekor.
Spis powszechny w 2011 ustalił populację wsi na 917 osób. Według danych przedstawionych przez władze gminne w 2020 było ich 1040.